# Урда-де-Сус
Урда-де-Сус (рум. Urda de Sus) — село у повіті Горж в Румунії. Входить до складу комуни Стойна.
Село розташоване на відстані 195 км на захід від Бухареста, 51 км на південний схід від Тиргу-Жіу, 39 км на північ від Крайови.

## Населення
За даними перепису населення 2002 року у селі проживала 421 особа, усі — румуни. Усі жителі села рідною мовою назвали румунську.